# Ибер де Живанши
Гроф Ибер Џејмс Марсел Тафин де Живанши (фр. Hubert de Givenchy; Бове, 20. фебруар 1927 — 10. март 2018) је био француски аристократа и модни дизајнер који је основао кућу Живанши 1952. године. Познат је по томе што је дизајнирао већи део личне и професионалне гардеробе Одри Хепберн и одећу за Џеклин Кенеди Оназис. Уврштен је у Међународну Кућу славних на листи најбоље обучених.

## Младост
Ибер је рођен 20. фебруара 1927. у Бовеу, Оаза у протестантској породици. Био је млађи син Лусијена Тафина де Живаншија, маркиза од Живаншија (1888–1930), и његове супруге, бивше Беатрис („Сиси“) Бадин (1888–1976). Породица Тафин де Живанши, која вуче корене из Венеције у Италији (првобитно презиме је било Тафини), оплемењена је 1713. године, када је глава породице постао маркиз од Живаншија. Имао је старијег брата, Жан-Клод де Живаншија (1925–2009), који је наследио породично звање маркиза и на крају постао председник бренда Парфеми Живанши.
Након очеве смрти од грипа 1930. године одгајали су га мајка и бака, Маргарита Дитерле Бадин (1853–1940), удовица Жила Бадена (1843–1919), уметника који је био власник и директор историјске мануфактуре Гобелинс и фабрика таписерија Бове. Уметничка занимања су се одвијала у проширеној породици Бадин. Живаншијев прадеда по мајци, Жил Детерле, био је сценограф који је такође креирао дизајн за фабрику у Бовеу, укључујући сет од 13 дизајна за Јелисејску палату. Један од његових пра-пра-прадеда је такође дизајнирао сценографију за Париску оперу.
Преселио се у Париз са 17 година, а студирао је на École des Beaux-Arts.

## Каријера
Први Живаншијеви дизајни су урађени за Жака Фата 1945. Касније је радио дизајн за Роберта Пигеа и Лусијена Лелонга (1946) – радећи заједно са још увек непознатим Пјером Балменом и Кристијаном Диором. Од 1947. до 1951. радио је за авангардну дизајнерку Елзу Шјапарели.
Године 1952. отворио је сопствену дизајнерску кућу у Plaine Monceau у Паризу. Касније је своју прву колекцију назвао "Бетина Грацијани" за тадашњи топ модел Париза. Његов стил је био обележен иновацијама, за разлику од конзервативнијих дизајна Диора. Са 25 година био је најмлађи дизајнер прогресивне париске модне сцене. Његове прве колекције карактерише коришћење прилично јефтиних тканина из финансијских разлога, али су увек изазивале радозналост својим дизајном.
Одри Хепберн, касније најистакнутија заговорница Живаншијеве моде, и Живанши су се први пут срели 1953. на снимању Сабрине. Дизајнирао је црну хаљину коју је носила у Доручку код Тифанија. Такође је развио своју прву колекцију парфема за њу (L'Interdit i Le de Givenchy). Одри Хепберн је била лице тог мириса. Ово је био први пут да је звезда била лице рекламне кампање неког мириса.
У то време, Живанши је упознао и свог идола Кристобала Баленсијагу. Живанши је тражио инспирацију не само у узвишеним поставкама високе моде, већ и у таквим авангардним окружењима као што је Лимбо, продавница у Ист Вилиџу на Менхетну.
Значајни клијенти Живаншија су били Дона Марела Агнели, Лорен Бекол, Ингрид Бергман, грофица Мона фон Бизмарк, грофица Кристијан Брандолини д'Ада, Рената Тебалди, Марија Калас, Капућин, Марлен Дитрих, Грета Гарбо, Глорија Гинис, Долорес Гинис, Ејми де Херен, Одри Хепберн, Грејс Кели, Салимах Ага Кан, Рејчел Ламбер Мелон, Софија Лорен, Жана Моро, Жаклина Кенеди Оназис, царица Фара Пахлави, Бабе Пејли, Ли Радзивил, баронеса Полин де Ротшилд, Доротеа вон Стад, баронеса Габи ван Зуилен комби Нијевелт, Диана Вриланд, Бетси Цушинг-Рузвелт Витни, баронеса Силвија де Валднер, војвоткиња од Виндзора, прва дама Хаићана Мишел Дувалије и Џејн Рајтсман.
Године 1954, Живаншијева prêt-à-porter колекција је дебитовала.
Живанши је 1958. креирао култни "Балон мантил" и хаљину "Беби Дол".
Године 1969. створена је и мушка линија. Од 1976. до 1987. године, Ford Motor Company је нудила Живанши издање своје Континентал Марк серије (1981. до 1983) и Линколн Континентал (1982. до 1987) аутомобила почевши од Континентал Марк IV купеа из 1976. и завршавајући са Линколн Марк VI 1983. и Линколн Континентал седан 1987. Године 1988. организовао је ретроспективу свог рада у хотелу Беверли Вилшир на Беверли Хилсу у Калифорнији.
Кућа Живанши је подељена 1981. године, са парфемском линијом Veuve Clicquot, а модну грану је купио LVMH 1989. Danas, LVMH поседује и Parfums Givenchy.

## Каснији живот
Живанши се повукао из модног дизајна 1995. Његов наследник на челу етикете Живанши био је Џон Галијано. Након кратког Галијановог боравка, петогодишњег боравка Александра Меквина и мандата од 2001. до 2004. Џулијена Макдоналда, Живанши женску конфекцију и високу моду водио је Рикардо Тиши од 2005. до 2017. Клер Вејт Келер је била на тој функцији од 2017. до априла 2020. Метју М. Вилијамс је постао креативни директор Живаншија у јуну 2020.
Живанши је боравио у Château du Jonchet, историјском замку, близу Париза. У пензији се фокусирао на прикупљање бронзаних и мермерних скулптура из 17. и 18. века. У јулу 2010. говорио је у Оксфордској унији. Од 8. до 14. септембра 2014. године, током Бијенала антиквара, организовао је приватну продајну изложбу у аукцијској кући Кристи у Паризу.
У јануару 2007. Француска пошта издала је поштанске марке за Дан заљубљених које је дизајнирао Живанши. У октобру 2014. у Музеју Тисен-Борнемиса у Мадриду, Шпанија, одржана је ретроспективна изложба деведесет пет његових дизајнираних дела.
Његов дугогодишњи партнер био је модни дизајнер Филип Венет.
Ибер де Живанши преминуо је у сну у ренесансном замку у близини Париза у суботу 10. марта 2018. Имао је 91 годину и сахрањен је на гробљу Паси у Паризу.

## Биографија
- Françoise Mohrt, The Givenchy Style (1998), Assouline.  2-84323-107-8
- Pamela Clarke Keogh, Hubert de Givenchy (uvod): Audrey style (1999), Aurum Press.  1-85410-645-7.
- Žan-Noel Liaut: Hubert de Živanši : Entre vies et légendes (2000), Editions Grasset & Fasquelle.  2-246-57991-0.